# 魹ヶ崎

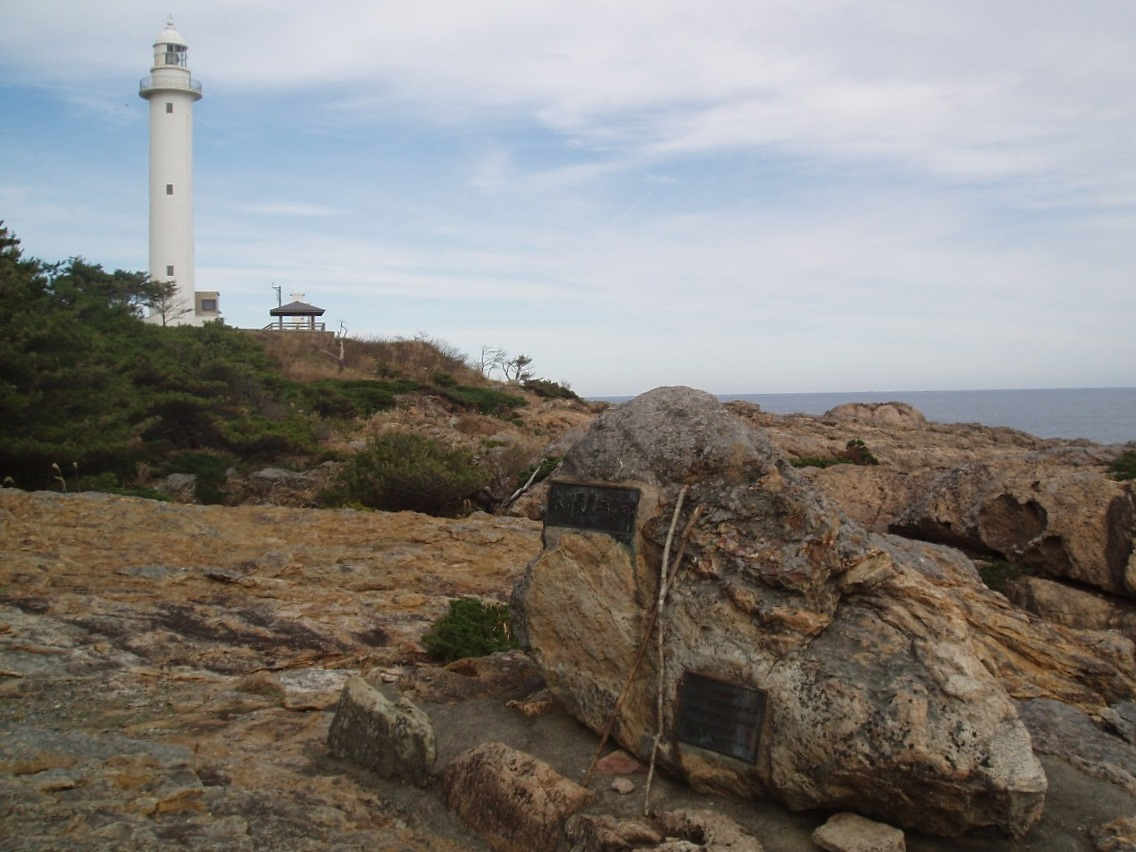
本州最東端の碑と灯台

魹ヶ崎（魹ヶ埼、とどがさき）は、岩手県宮古市の重茂半島にある本州最東端の岬である。

## 概要
「岬」という語から通常連想される尖った地形では無く、緩やかな曲線の海岸地形である。岬には魹ヶ埼灯台があり、背後には標高464.3 mの魹山がある。この地域を含む岩手県の海岸線一帯は、三陸復興国立公園に指定されている。
車道は開通しておらず、通常は姉吉キャンプ場付近から陸中海岸自然歩道を3.8 km、約1時間歩いて到達する。付近の岩磯には渡船でやってきた釣り人も多い。

## 魹ヶ埼灯台
魹ヶ埼灯台（とどがさきとうだい）は、1902年（明治35年）3月1日に初点灯した魹ヶ崎に位置する灯台。魹ヶ埼大根照射灯が付属する。

## 名称
「魹ヶ崎」の「崎」について、地元では昔から土偏の「埼」を使っているとの訴えがあり、国道45号にある案内標識などは設置当初「崎」だったものが「埼」に直されている。しかし、国土地理院の地図上では修正されていない。
宮古市では地名は国土地理院に従って「魹ヶ崎（とどヶ崎）」、灯台の名前は海上保安庁に従って「魹ヶ埼（トドヶ埼）灯台」で統一しているようである。灯台の名前は「観音埼灯台（神奈川県）」「尻屋埼灯台（青森県）」「大王埼灯台（三重県）」など土偏の「埼」のものがほとんど。漢字の意味としては「崎」は「地形」を表すため、その周辺地域の「地名」として住所などに使用される事が多く、一方の「埼」は「地点」を表すため、岬やそこに立つ灯台などの「名前」として使用される事が多い。

## 魹ヶ崎が登場する作品

### 音楽
- 浅田あつこ『魹ヶ崎（とどがさき）』（2007年）